# Candide (operett)

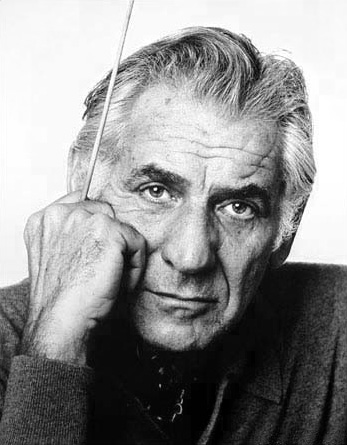
Leonard Bernstein.

Candide är en amerikansk musikal/operett från 1956 av Leonard Bernstein (musik), Lillian Hellman (manus) och Richard Wilbur (sångtexter), baserad på Voltaires satiriska roman med samma namn. Urpremiären ägde rum på Broadway den 1 december. En nyuppsättning gjordes 1973, med helt nytt manus av Hugh Wheeler och 13 december 1989 hade en operaversion av verket premiär på Barbican Centre i London.
Candide slog aldrig igenom som musikal och blev inte heller någon framgång som opera, trots att Bernstein var mycket förtjust i verket. 
Romanens berömda men samtidigt gåtfulla slutreplik har varit föremål för kontroversiella diskussioner ända sedan 1759. Somliga menar att den ger belägg för att doktor Pangloss tes om den bästa av världar är oförlåtligt naiv och att Voltaire drar ut den i absurdum, medan andra anser att den betyder att man kan övervinna allt elände och lidande och nå fram till ett lyckligt slut.
Candide är en musikalisk hybridform, som innehåller element från såväl musikalen som operan. Och det är just detta som har gjort det så svårt att integrera verket i repertoaren. Det finns knappt några sångare som både kan ta sig an de krävande sångpartierna och klara av den sceniska framställningen. Ett exempel på detta är Cunégondes aria Glitter and Be Gay, som är ett halsbrytande koloraturnummer.

## Handling
Berättelsen handlar om Candides och Cunégondes (Kunigundas) äventyr. Av sin informator, filosofen doktor Pangloss, uppfostras de i tron att de lever i den bästa av världar. Ett krig ödelägger deras hemtrakt, de tvingas fly och kommer bort från varandra. I Lissabon faller doktor Pangloss och Candide offer för inkvisitionen men undgår att bli avrättade tack vare den berömda jordbävningen i Lissabon 1755, medan Cunégonde förtjänar sitt levebröd som kurtisan åt två herrar: storinkvisitorn och en judisk bankir. Candide och Cunégonde återfinner varandra och lyckas ta sig till Eldorado där de blir omåttligt rika men sedan förlorar de alltsammans igen. Doktor Pangloss tvingas bli galärslav, Cunégonde blir prostituerad. Candide friköper informatorn och köper med sina sista pengar ett stycke mark i utkanten av en större stad. Här vill han leva tillsammans med Cunégonde och doktor Pangloss, desillusionerad men efter grundsatsen: "Il faut cultiver notre Jardin" ("Låt oss nu odla vår trädgård").